# Tommaso Costo
Tommaso Costo, né vers 1560 à Naples et mort dans cette même ville vers 1630, est un littérateur italien.

## Biographie
Tommaso Costo naquit à Naples au XVIe siècle. Les biographies italiennes n’offrent presque aucun renseignement sur cet écrivain. On peut conjecturer, d’après la date de son poème de Roger, qu’il était né vers 1560. Il passa la plus grande partie de sa vie dans sa ville natale partageant son temps entre la culture des lettres et les fonctions de secrétaire du duc d'Osuna, vice-roi de Naples. Malgré son âge, qui devait être alors assez avancé, il suivit en 1620 ce seigneur en Espagne (voy. Giustiniani, Bibliot. di Napoli, 167). On ignore le lieu et la date de sa mort.

## Œuvres
Costo fut un des continuateurs du Compendio dell’istoria del regno di Napoli de Pandolfo Collenuccio. Cet ouvrage, et tous ceux qu’il a publiés en assez grand nombre sur l’histoire de son pays, n’étant plus guère consultés depuis qu’il en existe de meilleurs, on renvoie, pour l’indication des titres, à la Bibliot. napoletana de Toppi, p. 296, et au Supplément de Leonardo Nicodemo, p. 238. Mais Costo tient parmi les littérateurs napolitains une place distinguée due aux ouvrages suivants :
- Il pianto di Ruggiero, Naples, 1582, in-4°. Ce poème, devenu très-rare, paraît être le premier ouvrage de l’auteur.
- Le otto giornate del Fuggilozio, ove da otto gentiluomini e due donne si ragiona delle malizie di femine e trascuragini di mariti, Venise, 1600, in-8°. Ce recueil de nouvelles, obtint un grand succès. Il a été réimprimé en 1601, 1604 et 1620. La dernière édition est la plus estimée, parce qu’elle passe pour la plus complète.
- Lettere sopra varii soggetti, deuxième édition, Naples, 1604, in-8°. Elle est augmentée d’un traité del segretario.